# Maumetalau
Maumetalau ist eine osttimoresische Aldeia im Suco Maumeta (Verwaltungsamt Bazartete, Gemeinde Liquiçá). 2015 lebten in der Aldeia 210 Menschen.

## Geographie
Maumetalau liegt im Süden Maumetas. Nördlich liegen die Aldeias Darmudapu, Caimegohou und Nartutu. Im Südosten grenzt Maumetalau an den Suco Metagou und im Südwesten an das Verwaltungsamt Liquiçá mit seinen Sucos Dato und Luculai. Die Grenze zu Dato bilden der Gularkoo und sein Quellfluss Eanaloa. Im Norden von Maumetalau entspringt der Nunupupolo, ein Quellfluss des Carbutaeloa. Die Straße von der Gemeindehauptstadt Liquiçá nach Metagou durchquert die Aldeia von Nordwest nach Südost. An ihr liegt der Ort Kailelilema.
Die Grundschule Maumetalau befindet sich auf der anderen Seite der Grenze zu Nartutu.

## Politik
2023 wurde Marcos Lopes Martins zum Chefe de Aldeia gewählt.